# مغالطة رجل القش
مغالطة الخَيال أو مغالطة رجل القش (مهاجمة رجل من القش) (بالإنجليزية: Straw man) هي نوع من أنواع الحجج والمغالطات غير الرسمية، وتكون عن طريق إعطاء الانطباع بدحض حجة الخصم، في حين أن ما تم دحضه هو حجة لم يقدمها الخصم، ويقال أن مستخدم المغالطة «يهاجم رجل من القش أو يهاهجم خيالًا».
ويعرّفها البعض بأنها تحريفٌ لكلام الطرف المقابل اثناء المناقشة، ونسبة حجج هشّه وكلام واضح الضعف إليه، ثم الردّ على هذه الحجج والكلام الضعيف وتبيان الخطأ الذي فيها.
قد استخدم هذا الأسلوب عبر التاريخ في النقاشات الجدلية، ولا سيما في النقاشات حول القضايا المشحونة عاطفيًا كثيرًا حيث يكون النقاش عبارة عن معركة والهدف منه هزيمة الشخص المقابل أكثر مما يهدف إلى التفكير العقلاني أو فهم كلا من الطرفين للقضية.

## أصل المصطلح
على عكس التوقعات فإن مصدر مصطلح المغالطة البهلوانية (أو ما يسمى رجل القش) حديث العهد نسبيًا على الرغم من أن أرسطو قدم ملاحظات تشير إلى قضايا مماثلة. وقد حدد دوجلاس والتون أول استخدام لهذا المصطلح في دليل ستيوارت تشيس للتفكير الصحيح في عام 1956 (صفحة رقم 40). ومع ذلك فإن مغالطات نصوص هامبلن الكلاسيكية من عام 1970 لا تذكر المغالطة البهلوانية كصنف منفرد ولا حتى كمصطلح تاريخي.
أصول هذا المصطلح غير واضحة. يشير استخدام مصطلح رجل القش في علم البلاغة إلى وجود شخصية بشرية مصنوعة من القش يسهل هدمها أو تدميرها (مثل دمية التدريب العسكري أو الفزاعة أو التمثال). وهناك أصل شعبي شائع للمصطلح يشير إلى الرجال الذين وقفوا خارج قاعات المحكمة ووضعوا القش في احذيتهم للإشارة إلى استعدادهم ليكونوا شهود زور.

## الهيكلية
مغالطة رجل القش تحدث بالترتيب التالي للنقاش:
1. الشخص 1 يقدم الطرح س.
2. الشخص 2 يناقش ضد طرح سطحي ص، وكأن النقاش ضد ص هو نقاش ضد س

هذا المنطق هو مغالطة في الأهمية: الفشل في معالجة الطرح المقدم في السؤال عن طريق تقديم طرح معارض محرف.
على سبيل المثال:
- اقتباس كلمات الخصم خارج سياقها، بمعنى آخر، اختيار اقتباسات قد تُظهر نوايا الخصم بشكل خاطيء (راجع مغالطة الاقتباس خارج السياق).[9]
- تقديم شخص يدافع بشكل ضعيف عن موقف ما، ثم إنكار نقاشات ذلك الشخص، وبهذا يعطي مظهر أن كل من يحمل ذلك الموقف (والموقف نفسه) قد تم هزمه.[10]
- تبسيط طرح الشخص المقابل أكثر من اللازم، ومن ثم مهاجمة تلك النسخة المبسطة.
- المبالغة (في بعض الأحيان المبالغة بشكل فادح) بطرح الخصم، ومن ثم مهاجمة تلك النسخة المبالغ بها.

## أمثلة
غالباً ما تظهر المغالطات البهلوانية خلال نقاشات عامة مثل النقاش حول افتراض تحريم أو منع أمر ما، مثال:
1. الشخص الأول: يجب علينا تخفيف قوانين حظر البيرة.
2. الشخص الثاني: لا، إنّ أي مجتمع يملك حق الوصول دون تقييد إلى المشروبات الكحولية يفقد أخلاقه العامة ويصبح هدفه المتعة الفورية فقط.

كان الاقتراح الأصلي هو تخفيف قوانين الحظر على البيرة. قام الشخص الثاني بإساءة فهم أو إساءة تمثيل هذا الاقتراح من خلال الرد عليه كما لو أنه كان شيئًا مثل: (يجب أن نملك الوصول بحرية ودون تقييد إلى المسكرات). إنها مغالطة منطقية لأن الشخص الأول لم يؤيد أبداً السماح بالوصول غير المقيد إلى المسكرات.
قال محامي الادعاء خلال مناشدته عام 1977 لإدانة سرقة بنك في الولايات المتحدة ضمن بيانه الختامي:
كانت تلك مغالطة بهلوانية هدفها اخافة قضاة الاستئناف من خلال التفكير بأن العواقب التي يتم تحديدها من هذه القضية سوف تجعل من المستحيل حرفياً إدانة أي لصوص بنك بعدها.
وغالبًا ما يتم ذكر خطاب الرئيس ريتشارد نيكسون عام 1952 (خطاب لعبة الداما) كمثال على المغالطة البهلوانية. تم اتهام نيكسون أثناء حملته الانتخابية لمنصب نائب الرئيس في عام 1952 بتخصيص مبلغ 18000 دولار بشكل غير قانوني من صناديق الحملة لاستخدامه الشخصي. وتحدث في رد متلفز عن هدية أخرى عبارة عن كلب كان قد أعطاه إياه أحد المؤيدين:
كانت تلك اجابة عن طريق مغالطة بهلوانية حيث أن منتقديه لم ينتقدوا الكلب كهدية ولم يقترحوا إعادته. وقد نجحت هذه الحجة في تشتيت انتباه العديد من الناس من مسؤولي الصناديق والعامة وتصوير منتقديه على أنهم مجردون من العواطف وينتظرون أي خطأ صغير ليتحدثوا عنه. تلقى نيكسون الدعم العام بقوة وبقي اسمه على لائحة المرشحين للفوز. ثم انتخب هو وأيزنهاور بأغلبية ساحقة.
يقدم كريستوفر تيندال المقطع التالي من مسودة مشروع قانون (HCR 74) الذي نظرت فيه السلطة التشريعية لولاية لويزيانا في عام 2001 كمثال عن المغالطة البهلوانية:
يعلق تيندال قائلًا أن: «الصورة المرسومة للأيديولوجية الداروينية هي صورة كاريكاتورية لا تحملها أي دراسة موضوعية للكتب المذكورة». الحقيقة أن هناك تحريفات مماثلة عن التفكير الدارويني قد استخدمت لتبرير الممارسات العنصرية والموافقة عليها، إلى جانب النقطة التالية: يهاجم مشروع القانون ويرفض موقف عن طريق مغالطة بهلوانية. تم التعرف على هذا الخطأ في نقاش لاحق، وتم في نهاية المطاف حذف كل إشارة لداروين وأيديولوجية داروين من مشروع القانون. عارضَ داروين نفسه العبودية وعمل على مواجهة مفاهيم العنصرية العلمية التي استخدمت لتبرير العنصرية.

## العمل المعاصر
قام روبرت تاليس (Robert Talisse) وسكوت أيكين (Scott Aikin) في عام 2006 بتوسيع استخدام وتطبيق خدعة المغالطة البهلوانية إلى أبعد مما استخدمها علماء الخطابة السابقون. بحجة أن المغالطة البهلوانية يمكن أن تأخذ شكلين: الشكل الأصلي الذي يسيء تمثيل موقف الخصم والذي يسمونه نموذج التمثيل، ونموذج آخر جديد يسمونه نموذج الانتقاء.
ويركز نموذج الانتقاء على تمثيل جزئي أضعف (أسهل للدحض) لموقف الخصم. ثم يتم الادعاء بأن دحض هذا الموقف الأضعف هو دحض لموقف الخصم بالكامل. ويشيرون إلى التشابه بين نموذج الانتقاء مع مغالطة التعميم المتسرع التي يتم فيها اعتبار دحض موقف معارض ضعيف كدحض لجميع حجج الموقف المعارض. ولأنهم وجدوا زيادة كبيرة في استخدام نموذج الانتقاء في الجدل السياسي الحديث تم تعريفه كأداة جديدة مهمة لتطوير الخطاب العام.
توسّع أيكين وكيسي بهذا المجال في عام 2010 من خلال تقديم نموذج ثالث بالإضافة إلى النموذج التمثيلي كالمغالطة البهلوانية التقليدية و(ونموذج الانتقاء) كإضعاف موقف الخصم، يسمى النموذج الثالث بالرجل المجوف. تعتبر مغالطة نموذج الرجل المجوف حجة مفبركة بشكل كامل، حيث لا توجد في الواقع وجهة نظر معارضة وخصم يعبر عنها أو على أقل تقدير لم يواجه صاحب وجهة النظر أي فكرة معارضة. تعتتمد مثل هذه الحجج في كثير من الأحيان على شكل الصياغة الغامضة مثل (قال البعض) أو (شخص ما يفكر بـ) أو صيغ مماثلة، أو قد يتم عمومًا نسب صفات غير صحيحة لحركة فكرية واسعة بدلاً من نسبها لفرد أو منظمة معينة.

## تقنية الرجل الحديدي
تقنية الرجل الحديدي هي عكس المغالطة البهلوانية، وتكمن الفكرة هنا في العثور على أفضل شكل لحجة الخصم لاختبار ومناقشة الآراء المعارضة على أساسها.